# Cremnops pulchripennis
Cremnops pulchripennis är en stekelart som beskrevs av Szepligeti 1905. Cremnops pulchripennis ingår i släktet Cremnops och familjen bracksteklar. Inga underarter finns listade i Catalogue of Life.